# 이라클리 코바히제
이라클리 기오르기스 제 코바히제(조지아어: ირაკლი გიორგის ძე კობახიძე, 1978년 9월 25일~)는 조지아의 헌법학자이자 정치인으로 2024년 2월부터 조지아의 제16대 총리를 역임하고 있다.
그는 이전에 2016년부터 2019년까지 조지아 의회 의장을 지냈고, 2016년부터 2024년까지 조지아 의회 의원을 지냈다. 그는 2021년부터 2024년까지 조지아의 꿈-민주 조지아 의장직을 맡았다. 정치에 입문하기 전에는 트빌리시 국립 대학교의 교수였다.
2020년부터 2022년까지 코바히제는 유럽평의회 의회 부의장을 역임했다. 코바히제의 발언은 반서방적인 것으로 묘사되었다. 그는 서방이 조지아를 러시아-우크라이나 전쟁으로 몰아넣고 러시아에 맞서 "제2의 전선을 열고" 있다고 말했다.

## 정치 경력
2015년, 코바히제는 사무총장 카하 칼라제와 함께 조지아 집권당인 조지아의 꿈-민주 조지아의 행정장관으로 임명되었다. 2016년 의회 선거의 선거운동 부본부장과 2017년 지방선거의 선거운동 본부장으로서, 그는 당의 놀라운 선거 성공에 중요한 역할을 했다. 2016년, 코바히제는 "조지아의 꿈" 블록 아래의 정당 목록으로 조지아 의회에 선출되었고, 2020년 의회 선거에서 재선되었다.

### 총리직
2024년 1월 29일, TV 채널 이메디는 조지아의 꿈이 코바히제를 총리로 지명할 계획이라고 보도했고, 이는 곧 아르킬 탈라크바제 부장관이 확인한 내용이다. 그러자 이라클리 가리바슈빌리는 총리직 사임을 발표했고, 올해 말 실시될 의회 선거를 앞두고 코바히제 대신 조지아의 꿈의 회장직을 수락했다.
2024년 2월 1일, 당은 코바히제를 그의 뒤를 이을 총리로 지명했고, 그는 2월 8일 의회 투표에서 82명의 의원들이 그를 지지하고 10명의 의원들이 그에게 반대표를 던지면서 그 자리에 확정되었다. 그의 취임식에서 코바히제는 그의 정부가 러시아의 남오세티야와 압하지야 점령을 끝내고 빈곤을 제거하는 데 초점을 맞추고 있다고 말했다. 그날 살로메 주라비슈빌리 대통령은 "재난과 싸우는 데 장애물을 피하고 정당하게 필요한 조치를 취하기 위해" 법령으로 그를 임명했다. 코바히제는 국방부 장관만 바꿨다.
그의 첫 공식 방문은 2024년 2월 20일에서 21일 사이에 브뤼셀에서 열렸다.

## 정치적 입장
코바히제는 서방이 조지아를 러시아-우크라이나 전쟁에 밀어넣고 조지아 영토에 전쟁의 "제2의 전선"을 열려고 한다고 주장했다. 그의 수사학은 "반유럽적"과 "반미적"으로 묘사되었다. 2024년 2월, 조지아 국가안보국이 조지아 영토에서 우크라이나 폭발물을 발견했다고 발표했을 때, 코바히제는 조지아가 전쟁에 끌려가고 있다는 주장을 반복했고, "원칙적으로 우크라이나 정부의 고위 관리들이 그들이 원하고 아마도 여전히 원한다고 공개적으로 말한 것, 즉 우리나라의 제2의 전선을 원한다는 것을 다시 한 번 확인시켜준다"라고 말했다.
2024년 5월, 코바히제는 우크라이나의 경험에서 얻은 교훈에 비추어 조지아의 독립 보호의 중요성을 강조했다. 그는 유로마이단이 우크라이나에 미친 부정적인 영향을 강조하면서, 국가 지도부에 대하여 외부 영향, 그에 따른 혼란과 관련해 책임이 부족하다고 지적하였다. 코바히제는 우크라이나의 경제력 쇠퇴, 영토 상실, 인명 피해에 주목하면서 조지아가 독립을 우선시하고 국익 보호를 중요시해야 한다고 강조하였다.

## 사생활
이라클리 코바히제는 나탈리아 모소넬리제와 결혼하여 슬하에 두 자녀를 두고 있다.
조지아어 외에도 코바히제는 영어, 독일어, 러시아어를 구사한다.